# Delta Lupi
Delta Lupi (δ Lupi, förkortad Delta Lup, δ Lup), som är stjärnans Bayer-beteckning, är en ensam stjärna i mellersta delen av stjärnbilden Vargen. Den har en skenbar magnitud av 3,22 och är väl synlig för blotta ögat där ljusföroreningar ej förekommer. Baserat på parallaxmätning inom Hipparcosuppdraget på ca 3,7 mas, beräknas den befinna sig på ett avstånd av ca 900 ljusår (270 parsek) från solen.

## Egenskaper
Delta Lupi är en blå till vit underjättestjärna av spektralklass B1.5 IV vilket anger att den har gått in i underjättestadiet och är på väg att utvecklas till en jättestjärna. Den har en massa som är ca 12 gånger solens massa, en radie som är ca 6 gånger solens radie och avger ca 10 000 gånger mer energi än solen från dess fotosfär vid en effektiv temperatur på ca 22 900 K.
Delta Lupi är pulserande variabel av Beta Cephei-typ, som varierar mellan visuell magnitud +3,2 och 3,24 med en period av 0,16547 dygn eller 3,971 timmar.